# Cristiano IX di Danimarca
Cristiano IX (Gottorp, 8 aprile 1818 – Copenaghen, 29 gennaio 1906) fu re di Danimarca dal 15 novembre 1863 al 29 gennaio 1906.
Cresciuto come principe di Schleswig-Holstein-Sonderburg-Glücksburg, una linea minore della Casa di Oldenburg che reggeva il trono di Danimarca sin dal 1448, Cristiano originariamente non si trovava in successione immediata al trono danese. Ad ogni modo, nel 1852, Cristiano venne scelto quale erede per la Danimarca temendo l'estinzione della casata principale degli Oldenburg. Alla morte di re Federico VII di Danimarca nel 1863, Cristiano ascese al trono come primo monarca danese della Casa di Glücksburg.
Cristiano divenne noto come il "suocero d'Europa" per le sue ramificate parentele con i principali monarchi d'Europa dell'epoca ed è per questo uno degli antenati comuni di tutte le attuali casate regnanti d'Europa.

## Biografia

### Origini

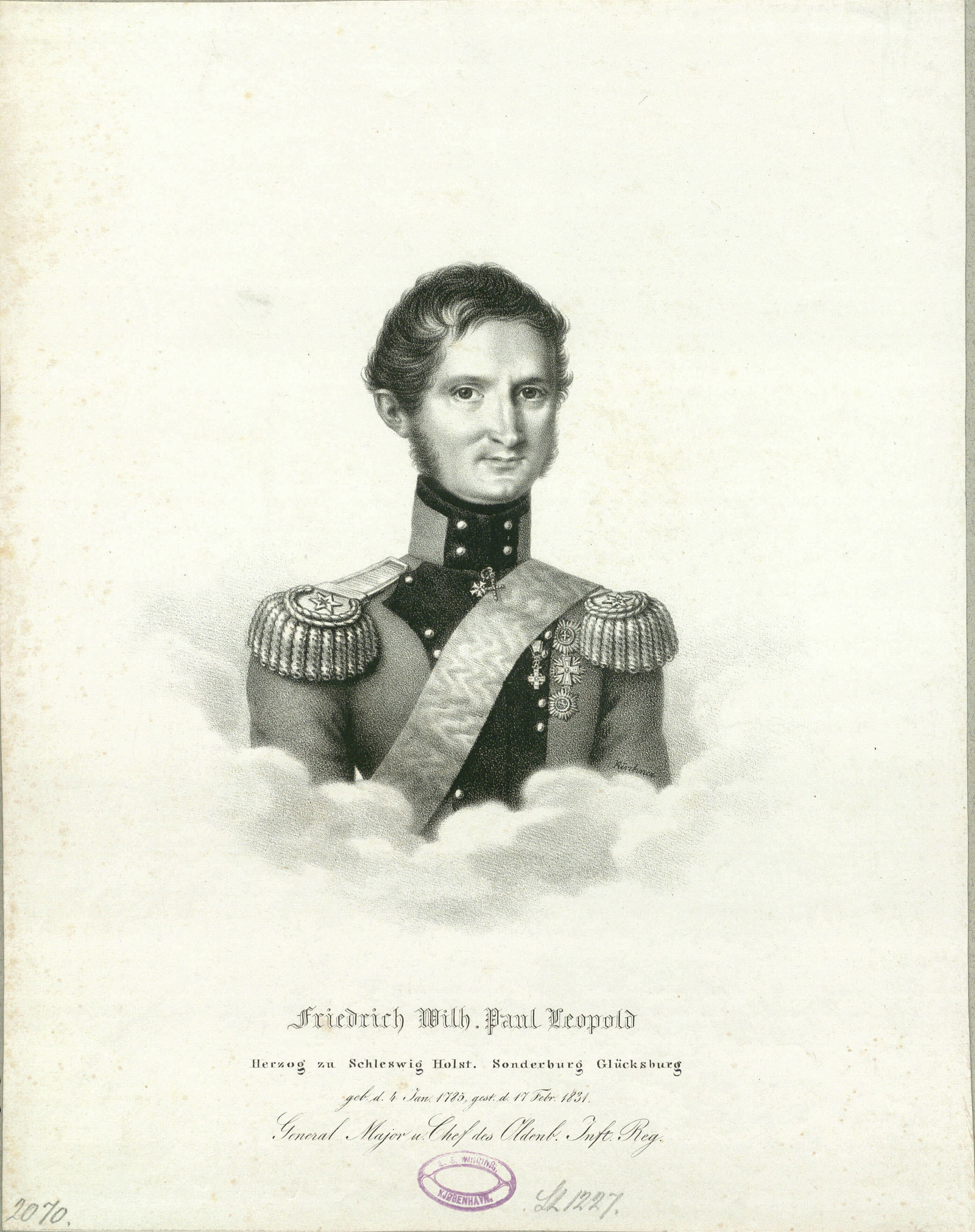
Federico Guglielmo di Schleswig-Holstein-Sonderburg-Glücksburg, padre del futuro sovrano Cristiano IX di Danimarca.

Cristiano nacque nella residenza dei nonni materni, il Castello di Gottorp , come principe di Schleswig-Holstein-Sonderburg-Beck, quarto figlio di Federico Guglielmo di Schleswig-Holstein-Sonderburg-Glücksburg, e di sua moglie, la principessa Luisa Carolina d'Assia-Kassel . Venne battezzato con il nome di Cristiano in onore del cugino di sua madre, il principe Cristiano Federico di Danimarca, poi re Cristiano VIII, che fu anche suo padrino.
Il padre del principe Cristiano era il capo della casa ducale di Schleswig-Holstein-Sonderburg-Beck, un ramo del Casato degli Oldenburg. La famiglia discendeva dal figlio minore del re Cristiano III di Danimarca, Giovanni il Giovane, duca di Schleswig-Holstein-Sonderburg, il cui nipote, il duca Augusto Filippo, interruppe i suoi legami con la Danimarca ed emigrò in Germania dove acquisì il maniero di Haus Beck in Vestfalia, da cui il lignaggio fu chiamato Schleswig-Holstein-Sonderburg-Beck. I suoi figli e i loro discendenti fecero parte dell'esercito prussiano, polacco e russo, fino a quando il suo pronipote, il padre del principe Cristiano, entrò di nuovo nell'esercito danese, ed era di stanza nell'Holstein. Fu lì che conobbe e sposò la madre del principe Cristiano, figlia del langravio Carlo d'Assia, un principe tedesco, che però era cresciuto alla corte danese e aveva sposato la principessa Luisa di Danimarca. Il principe Carlo aveva fatto carriera in Danimarca, dove era feldmaresciallo danese e governatore reale dei ducati di Schleswig e Holstein.
Attraverso suo padre, il principe Cristiano era quindi un diretto discendente in linea maschile del re Cristiano III di Danimarca e quindi discendente agnatizio di Elvige di Schauenburg (contessa di Oldenburg), la quale era erede semi-salica di suo fratello Adolfo di Schauenburg, ultimo duca di Schleswig e conte di Holstein della casata di Schauenburg. Pertanto, Cristiano era abile a succedere al trono di entrambi i ducati, ma non ne era il primo in successione. Attraverso la madre, era pronipote di Federico V, pronipote di Giorgio II di Gran Bretagna e discendente di parecchi altri monarchi, ma non aveva diritto diretto ad alcun trono d'Europa.

### Infanzia
Inizialmente, il giovane principe crebbe con i genitori e i molti fratelli e sorelle nella residenza dei nonni materni al castello di Gottorf. Tuttavia, nel 1824, morì la duchessa vedova di Glücksburg, vedova di Federico Enrico Guglielmo, l'ultimo duca di Schleswig-Holstein-Sønderborg-Glücksburg, morto nel 1779. Il castello di Glücksburg, situato non lontano dalla città di Flensburg, era ormai vuoto, e il 6 giugno 1825, il duca Federico Guglielmo fu nominato duca di Glücksburg da suo cognato, Federico VI di Danimarca. Il duca Federico Guglielmo successivamente cambiò il suo titolo in duca di Schleswig-Holstein-Sonderburg-Glücksburg.

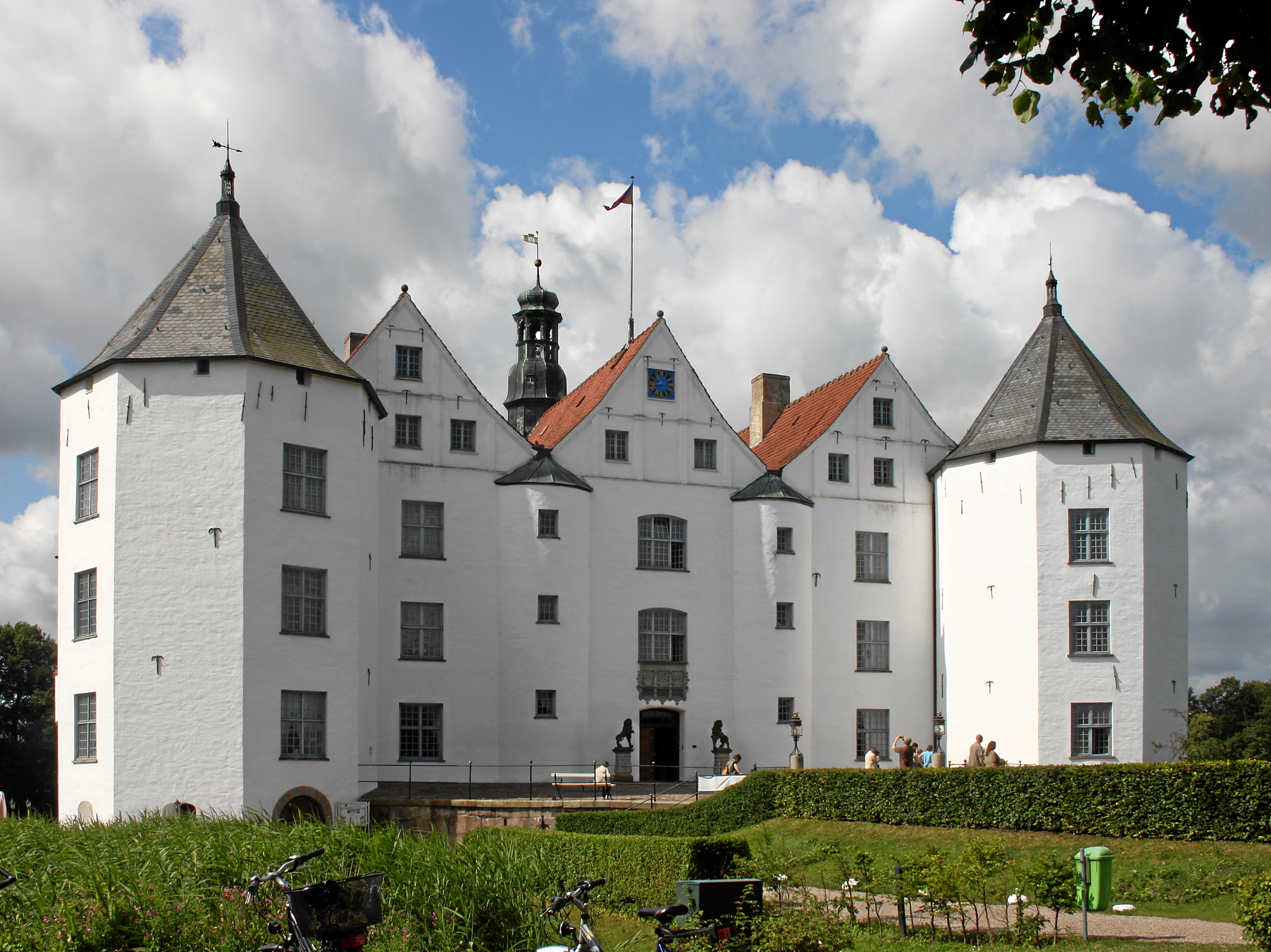
Veduta del Castello di Glücksburg.

Successivamente, la famiglia si trasferì al castello di Glücksburg, dove il principe Cristiano crebbe con i suoi fratelli sotto la supervisione del padre. Tuttavia, il duca Federico Guglielmo morì il 17 febbraio 1831 per un raffreddore che si era trasformato in polmonite e, a discrezione del duca, in scarlattina, che aveva precedentemente colpito due dei suoi figli. La sua morte lasciò la duchessa vedova con dieci figli e senza denaro.

### Istruzione
Dopo la morte prematura del padre, il re Federico VI, insieme al principe Guglielmo d'Assia-Philippsthal-Barchfeld, un caro amico del duca, divenne tutore legale del principe Cristiano e dei suoi nove fratelli. Nello stesso anno, il principe Cristiano voleva essere educato come ufficiale di marina, ma durante la visita del re a Gottorp nel 1831, poco dopo il funerale del duca Guglielmo, il re concordò con sua madre che il principe Cristiano sarebbe stato inviato a Copenaghen per ricevere un addestramento nell'esercito. Successivamente, nel 1832, il principe si trasferì a Copenaghen per essere educato alla Land Cadet Academy, dove soggiornò a casa del colonnello Linde, il capo del Land Cadet Academy. Ricevette lezioni private all'Accademia e stava raramente con gli altri cadetti . D'altra parte, la coppia reale, senza figli, si prese cura del ragazzo, poiché la regina Maria era la sorella di sua madre e il re era cugino di sua madre. Inoltre, nel 1838, il fratello maggiore del principe Cristiano, il duca Carlo, sposò la figlia più giovane del re, la principessa Guglielmina Maria, cosa che rafforzò ulteriormente i legami tra loro.

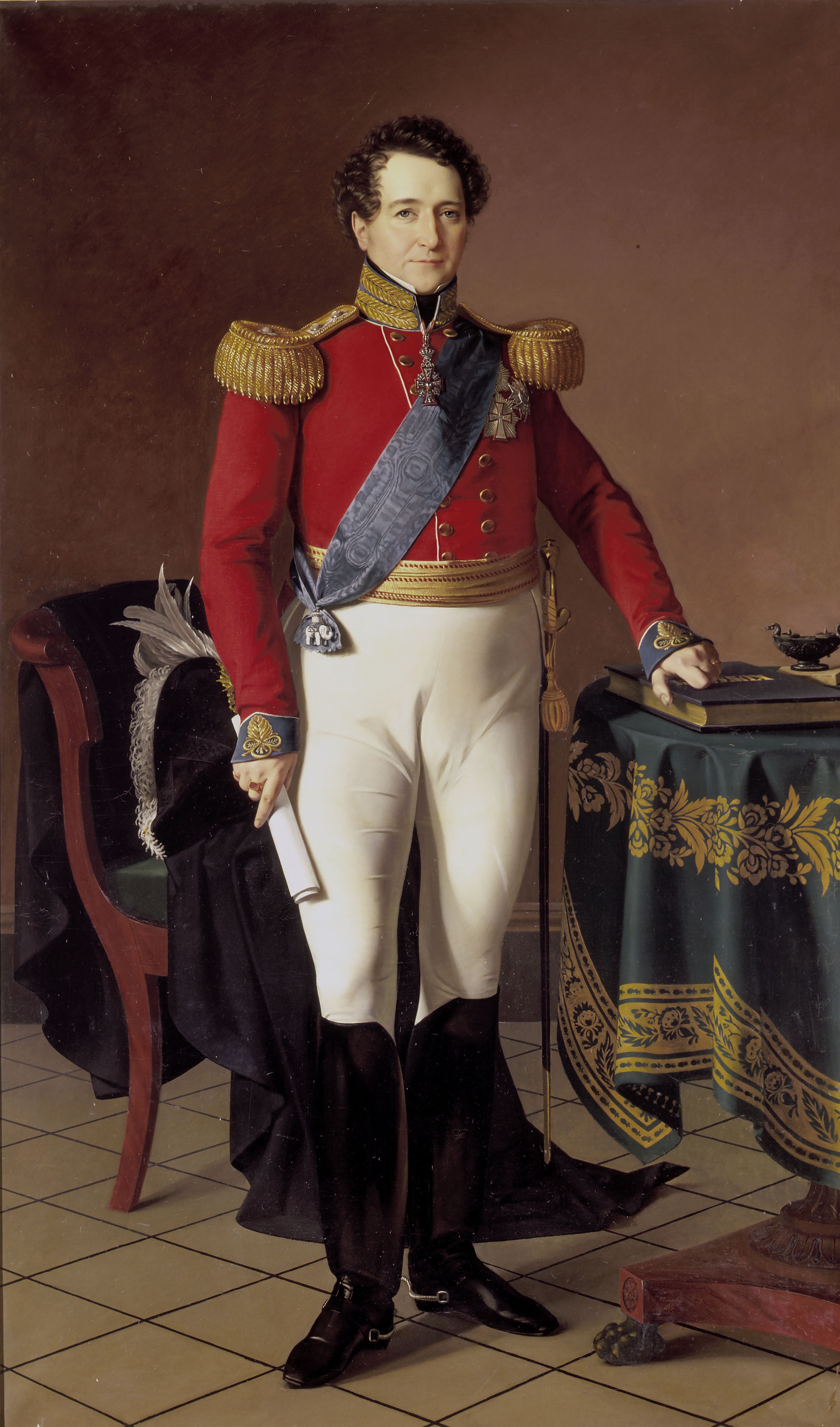
Ritratto di Cristiano VIII di Danimarca.

Nel 1835, il principe Cristiano fu confermato nella chiesa della guarnigione a Copenaghen. L'anno successivo, dopo aver completato la sua formazione militare, fu nominato Rittmeister presso la Royal Horse Guards e fu poi ospitato nella Royal Horse Guards Barracks da Frederiksholms Kanal nel centro di Copenaghen. Lì visse in condizioni semplici fino a quando il re nel 1839 gli concesse una casa nel Palazzo Giallo, immediatamente adiacente al complesso del Palazzo di Amalienborg, dove visse fino al 1865. Dal 1839 al 1841, il principe Cristiano studiò diritto costituzionale e storia con il cugino, il principe Federico Guglielmo d'Assia-Kassel, all'Università di Bonn. Fu lì che nel dicembre del 1839 ricevette la notizia della morte del suo benefattore, Federico VI, e dell'ascesa al trono del cugino di sua madre, Cristiano VIII. Durante le vacanze fece varie escursioni in Germania e viaggiò anche a Venezia. Nel 1841 tornò a Copenaghen. Sulla via del ritorno, fece visita alla corte di Berlino, dove rifiutò un'offerta altrimenti lusinghiera del re Federico Guglielmo IV di Prussia di unirsi all'esercito prussiano.

## Matrimonio

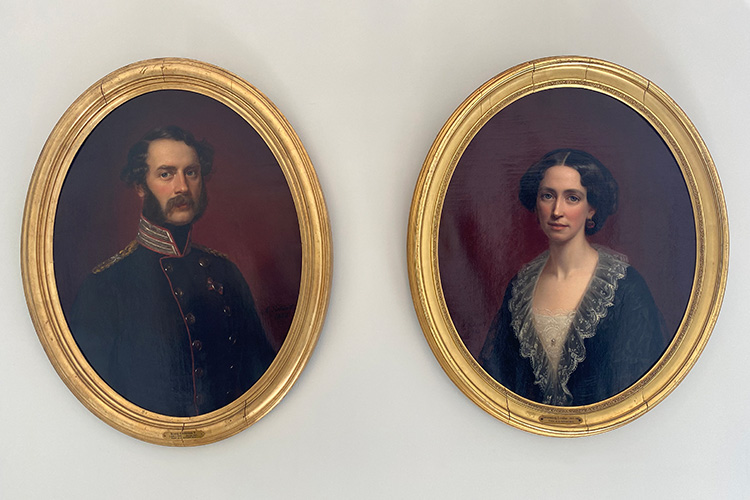
Cristiano e Luisa d'Assia-Kassel negli anni '40 dell'Ottocento.

Nel 1838 il principe Cristiano, in rappresentanza di Federico VI, partecipò all'incoronazione della regina Vittoria nell'Abbazia di Westminster. Durante il suo soggiorno a Londra cercò, senza successo, di ottenere la mano della giovane regina britannica. Anche se scelse di seguire i desideri della sua famiglia e preferì sposare suo cugino, il principe Alberto di Sassonia-Coburgo-Gotha, la giovane regina ebbe una buona impressione del suo cugino di terzo grado, il principe Cristiano, che 25 anni dopo sarebbe diventato suocero del suo figlio maggiore, il Principe di Galles.

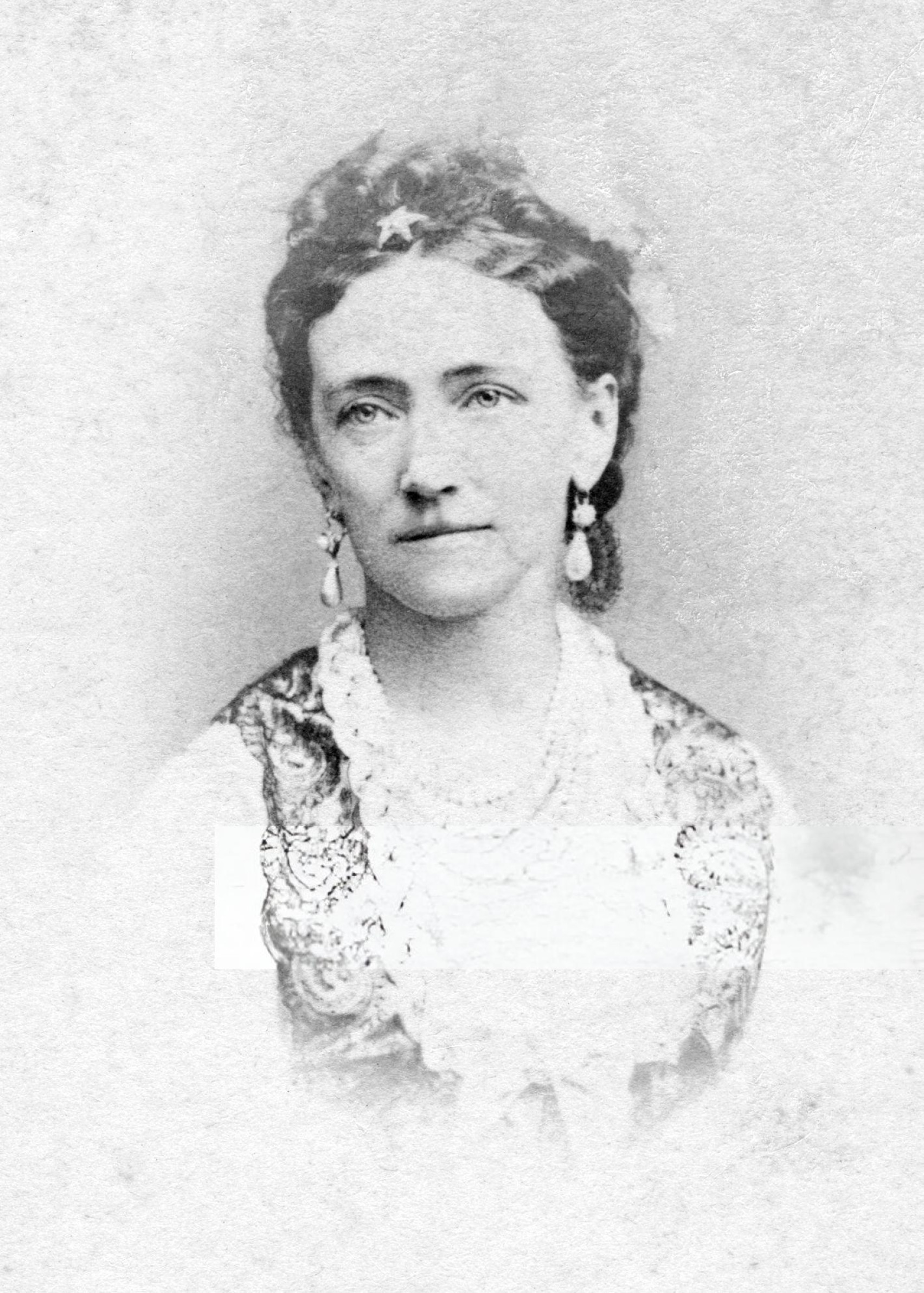
La principessa Luisa d'Assia-Kassel.

Invece, il principe Cristiano concluse un matrimonio che avrebbe avuto un grande significato per il suo futuro. Nel 1841 si fidanzò con la cugina di secondo grado, la principessa Luisa d'Assia-Kassel, la figlia del principe Guglielmo d'Assia-Kassel, che era un generale danese e governatore di Copenaghen. Il principe Guglielmo era sposato con la sorella di Cristiano VIII di Danimarca, la principessa Luisa Carlotta di Danimarca, e Luisa era quindi la nipote del nuovo re ed era strettamente imparentata con la famiglia reale. Il loro matrimonio fu celebrato il 26 maggio 1842 nella residenza dei suoi genitori nel palazzo di Federico VIII ad Amalienborg. Gli sposi fecero il loro viaggio nuziale a Kiel, dove visitarono il fratello maggiore del principe Cristiano, il duca Carlo di Glücksburg e sua moglie, che non aveva potuto partecipare al nozze.
Luisa era una donna saggia ed energica che esercitava una forte influenza su suo marito. Dopo il matrimonio, la coppia si trasferì al Palazzo Giallo. La famiglia era ancora abbastanza sconosciuta e viveva una vita relativamente modesta secondo gli standard reali.

## La crisi della successione danese

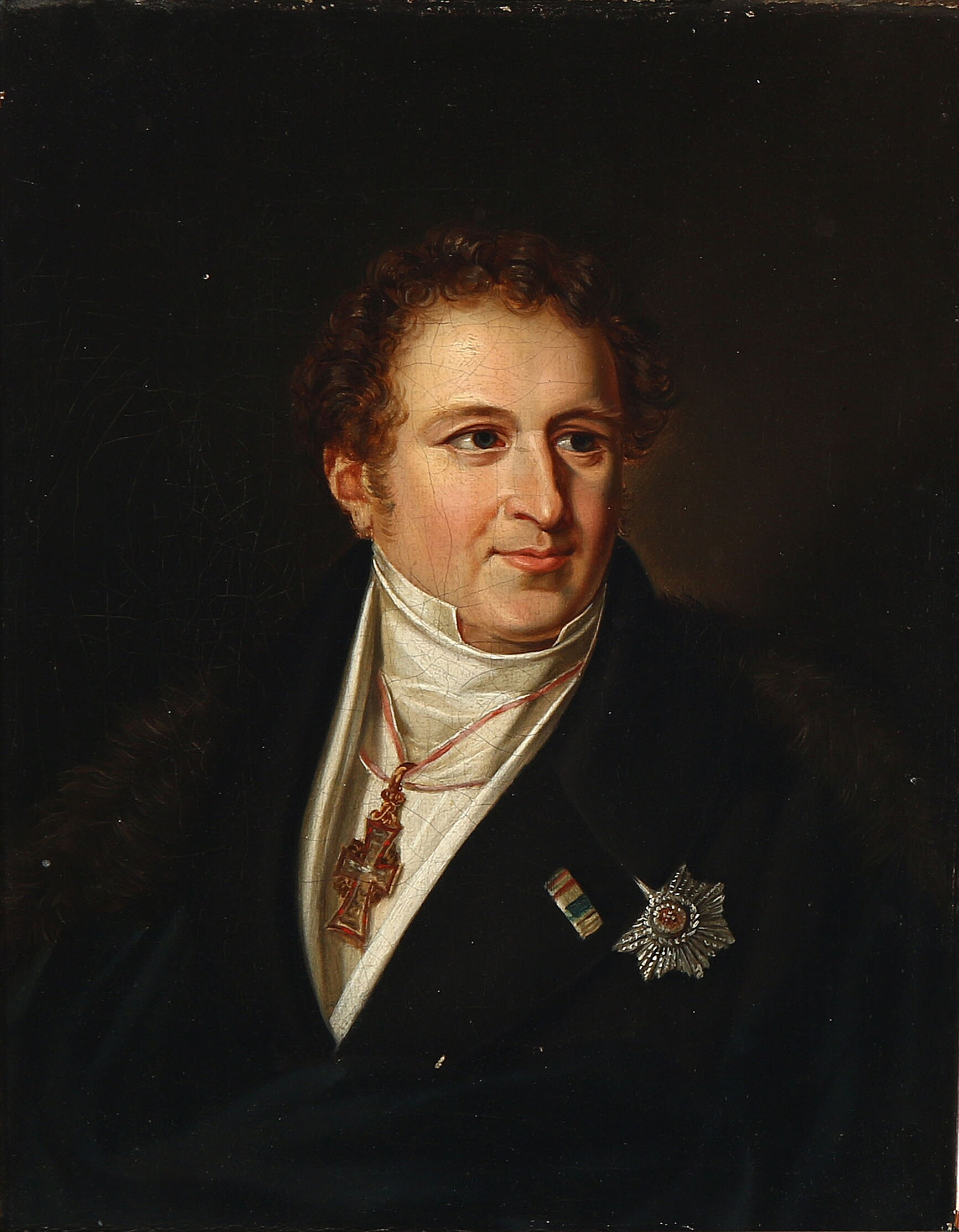
Ritratto di Cristiano VIII di Danimarca.

Negli anni '40 dell'Ottocento divenne sempre più chiaro che la monarchia danese stava affrontando una crisi di successione. Quando il re Cristiano VIII succedette a suo cugino di primo grado, re Federico VI, nel 1839, la linea maschile più anziana della Casa di Oldenburg era ovviamente in via di estinzione, poiché l'unico figlio del re ed erede apparente, il principe ereditario Federico sembrava incapace di generare figli e l'unico fratello del re era senza figli. L'assenza di figli di re Federico VII presentò uno spinoso dilemma e la questione della successione al trono danese si rivelò complessa, poiché le regole di successione nelle diverse parti della monarchia danese si unirono sotto il governo del re. Il Regno di Danimarca vero e proprio e i tre ducati di Schleswig, Holstein e Sassonia-Lauenburg, non essendo la stessa cosa, divenne probabile la possibilità di una separazione della corona di Danimarca dai suoi ducati.

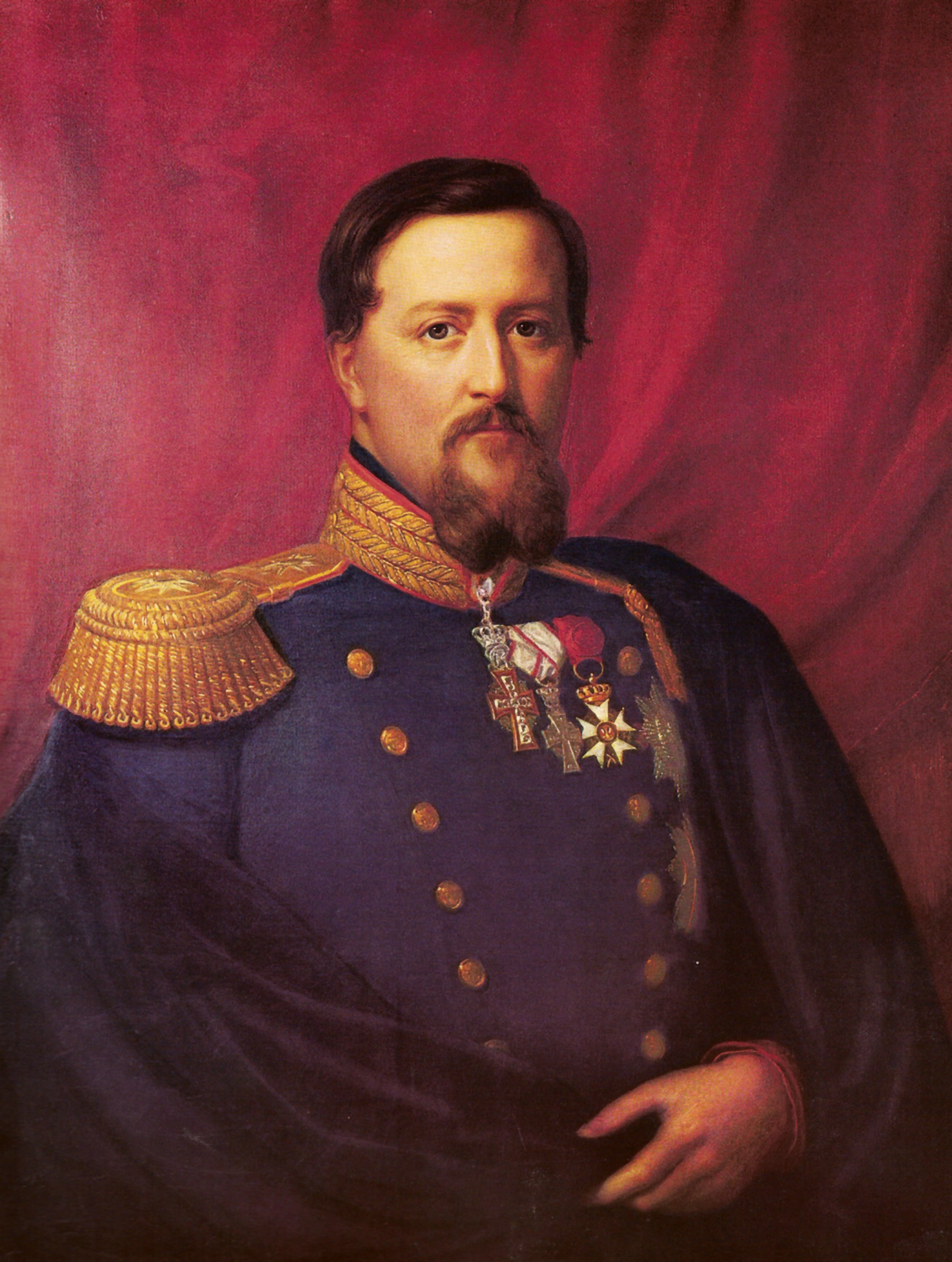
Ritratto di Federico VII di Danimarca.

La successione nel Regno di Danimarca era regolata dalla Lex Regia (danese: Kongeloven; inglese: Law of The King), la costituzione assolutista di Danimarca e Norvegia promulgata da Federico III nel 1665. Con la Lex Regia, la Danimarca aveva adottato la legge salica, ma restrinse la successione ai discendenti agnatici di Federico III, che fu il primo monarca ereditario di Danimarca (prima di lui, il regno era ufficialmente elettivo). La discendenza agnatica da Federico III si sarebbe conclusa con la morte di Federico VII senza figli e di suo zio altrettanto senza figli, il principe Ferdinando. A quel punto, la Lex Regia prevedeva una successione semi-salica, che prevedeva che dopo l'estinzione della discendenza tutta maschile, compresi tutti i ceppi collaterali maschili, un agnato femmina (come una figlia) dell'ultimo detentore maschio della proprietà avrebbe ereditato, e dopo di lei, i suoi eredi maschi secondo l'ordine salico. C'erano, tuttavia, diversi modi per interpretare a chi poteva passare la corona, poiché la disposizione non era del tutto chiara sul fatto che un pretendente al trono potesse essere il parente più stretto o meno. Poiché c'erano diverse linee maschili giovani della Casa di Oldenburg, che tuttavia non erano discendenti di Federico III, c'erano quindi numerosi discendenti agnatici con diritti di successione nel Ducato di Holstein, che non erano tuttavia idonei a succedere al trono danese. Inoltre, i due ducati di Schleswig e Holstein furono definitivamente uniti tra loro dal Trattato di Ribe del 1460, che proclamava che i due ducati dovevano essere "Per sempre indivisi".
La già complicata questione dinastica della successione è stata resa ancora più complessa in quanto si è svolta sullo sfondo di questioni politiche altrettanto complicate. I movimenti di nazionalismo e liberalismo erano in aumento in Europa fin dall'era napoleonica. Mentre i concetti di nazione e patria sostituivano sempre più le questioni dinastiche per i nazionalisti, i privilegi aristocratici e il concetto di un sovrano assoluto del diritto divino erano mal accettati dai liberali. La Danimarca e i Ducati non facevano eccezione e il movimento politico del liberalismo nazionale era in aumento dagli anni '30 dell'Ottocento. Mentre i liberali nazionali danesi e tedeschi erano uniti nelle loro aspirazioni politiche liberali e nella loro opposizione al governo assolutista della Casa di Oldenburg, i due movimenti politici erano fortemente opposti nella questione nazionale. Riguardava principalmente la questione dell'affiliazione al Ducato di Schleswig. Costituzionalmente, il Ducato di Schleswig era un feudo danese, che era diventato sempre più indipendente dalla Danimarca durante l'Alto Medioevo. Linguisticamente, tuttavia, in diverse parti del Ducato il tedesco fungeva da lingua del diritto e dell'élite.

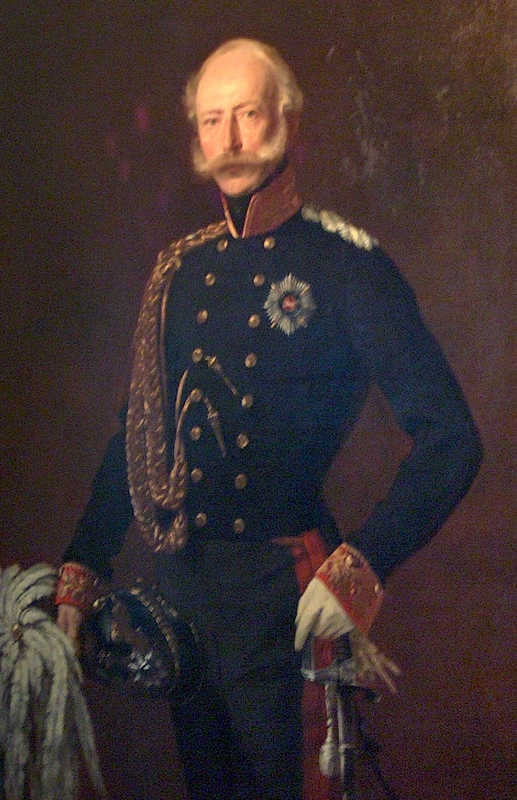
Il principe Cristiano di Augustenburg.

Sotto lo sguardo delle nazioni europee, i numerosi discendenti di Elvige di Schauenburg iniziarono a contendersi il trono danese. Federico VII apparteneva al ramo più anziano dei discendenti di Elvige. In caso di estinzione del ramo maggiore, la casata di Schleswig-Holstein-Sonderburg-Augustenburg sarebbe diventata il ramo più anziano della casata di Oldenburg, ma non discendeva dal re Federico III. Tuttavia, nei ducati, Cristiano Augusto II, duca di Schleswig-Holstein-Sonderburg-Augustenburg rivendicò la posizione di erede al trono dei ducati di Schleswig e Holstein, essendo capo della casa di Augustenburg, e divenne così un simbolo del movimento indipendentista tedesco nazionalista nello Schleswig-Holstein.
Le parenti più strette di Federico VII erano sua zia paterna, la principessa Luisa Carlotta di Danimarca, che aveva sposato un rampollo del ramo cadetto della Casa d'Assia, e i suoi figli. Tuttavia, non erano discendenti agnatici della famiglia reale, quindi non idonei a succedere nello Schleswig-Holstein.
L'erede dinastica femminile ritenuta più idonea secondo la legge originale di primogenitura di Federico III era Carolina di Danimarca, la figlia maggiore senza figli del defunto re Federico VI. Insieme a un'altra figlia senza figli, Guglielmina di Danimarca, duchessa di Glücksburg; l'erede successiva fu Luisa, sorella di Federico VI, che aveva sposato il duca di Augustenburg. L'erede principale di quella stirpe era lo stesso Federico d'Augusenburg, ma il suo turno sarebbe arrivato solo dopo la morte di due principesse senza figli che erano ancora vive nel 1863.
Il principe Cristiano era stato un "nipote" adottivo della coppia reale. Familiare con la corte e le tradizioni dei monarchi recenti, il principe, era stato allevato come danese, avendo vissuto nelle terre di lingua danese della dinastia reale e non essendo diventato un nazionalista tedesco, il che lo rendeva un candidato relativamente adatto.

### Erede al trono
Nel 1851, l'imperatore russo raccomandò al principe Cristiano di avanzare nella successione danese. E nel 1852, la spinosa questione della successione della Danimarca fu finalmente risolta dal Trattato di Londra dell'8 maggio 1852, firmato da Regno Unito, Francia, Russia, Prussia e Austria, e ratificato da Danimarca e Svezia. Cristiano fu scelto come erede presunto al trono dopo lo zio di Federico VII, e così sarebbe diventato re dopo l'estinzione della linea più anziana al trono danese. Una giustificazione per questa scelta fu il suo matrimonio con Luisa d'Assia-Kassel, che in quanto figlia della parente più stretta di Federico VII era strettamente imparentata con la famiglia reale. La madre e il fratello di Luisa, e anche la sorella maggiore, avevano rinunciato ai loro diritti in suo favore e di suo marito. La moglie del principe Cristiano fu da allora in poi l'erede femminile più vicina di Federico VII.

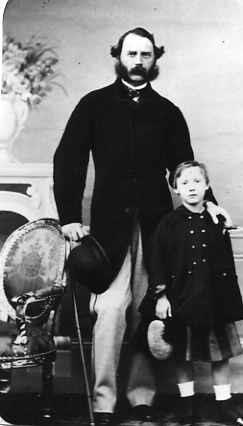
Cristiano e il figlio Valdemaro.

La decisione fu attuata dalla legge di successione danese del 31 luglio 1853, più precisamente, l'ordinanza reale che stabiliva la successione alla corona del principe Cristiano di Glücksburg che lo designava secondo in linea al trono danese dopo lo zio di re Federico VII. Di conseguenza, al principe Cristiano e alla sua famiglia furono concessi i titoli di principe e principessa di Danimarca e lo stile di altezza.

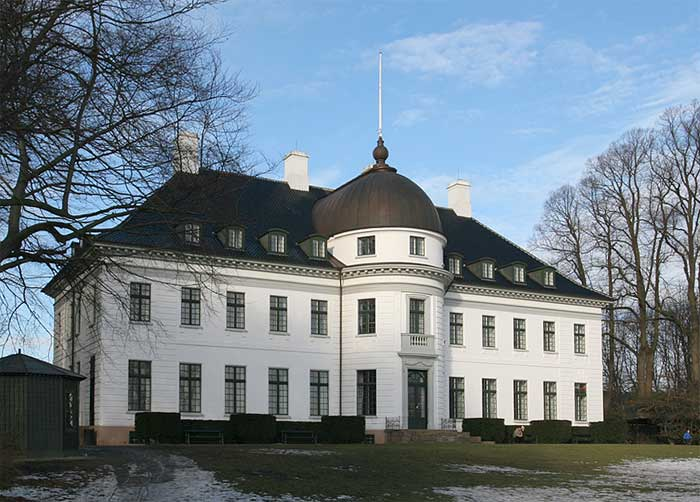
Veduta del Palazzo Bernstorff.

Come secondo in linea, il principe Cristiano ha continuato a vivere nel Palazzo Giallo con la sua famiglia. Tuttavia, come conseguenza del loro nuovo status, alla famiglia è stato ora concesso anche il diritto di utilizzare il Palazzo Bernstorff a nord di Copenaghen come residenza estiva. Divenne la residenza preferita della principessa Luisa e la famiglia vi soggiornava spesso. Sebbene la loro economia fosse migliorata, la situazione finanziaria della famiglia era ancora relativamente tesa.
Tuttavia, la nomina del principe Cristiano a successore al trono non fu accolta con entusiasmo. Il suo rapporto con il re era freddo, in parte perché al colorito re Federico VII non piaceva il principe e avebbre preferito vedere il figlio maggiore di Cristiano, il giovane principe Federico, prendere il suo posto, in parte perché il principe Cristiano e la principessa Luisa apertamente mostrarono la loro disapprovazione per la terza moglie morganatica del re, l'attrice Louise Rasmussen, che ricevette il titolo di contessa Danner. Politicamente, anche il principe Cristiano ha avuto poca influenza durante il suo mandato come erede al trono. Ciò era in parte dovuto alla sfiducia della contessa Danner, in parte alla percezione di Cristianconservatorismo, che gli valse la sfiducia del potente Partito Nazionale Liberale. Non fu prima del 1856 che il politico Carl Christoffer Georg Andræ, al quale il principe Cristiano si sentì sempre vicino, gli assicurò un seggio nel Consiglio di Stato.
L'anno 1863 divenne ricco di eventi significativi per il principe Cristiano e la sua famiglia. Il 10 marzo, sua figlia maggiore, la principessa Alessandra sposò il principe di Galles (il futuro re Edoardo VII del Regno Unito). Il 20 marzo il suo secondo figlio, il principe Guglielmo, fu eletto re degli Elleni e salì al trono greco con il nome di re Giorgio I. Nel giugno 1863 lo stesso principe Cristiano divenne presunto erede alla morte dell'anziano principe Ferdinando.

## Re di Danimarca

### Ascesa

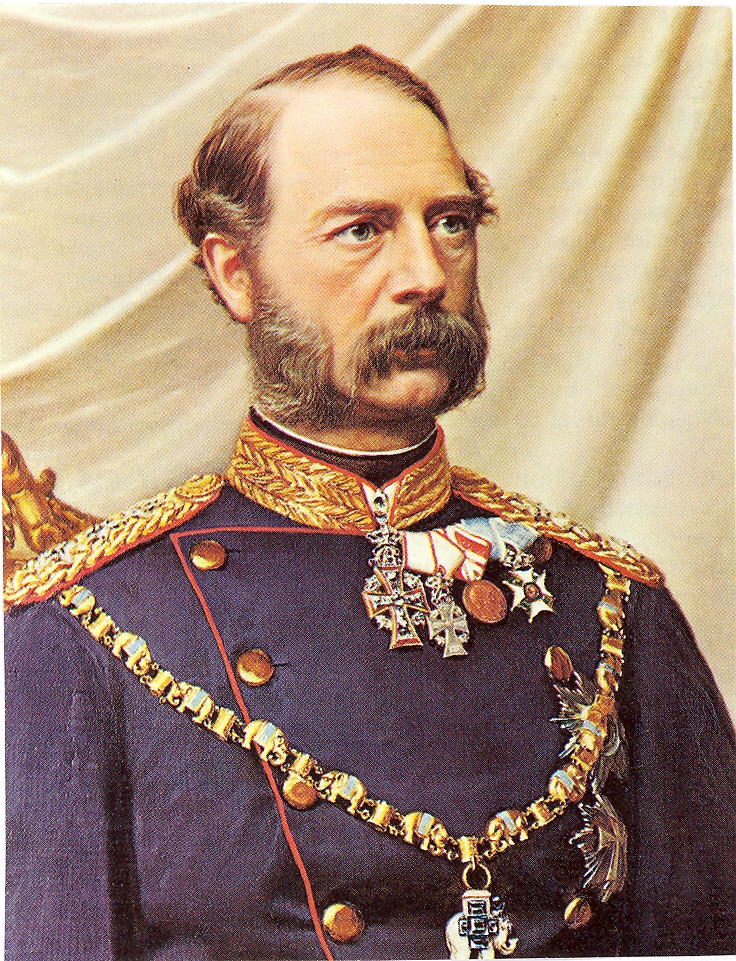
Cristiano IX di Danimarca (1863-1906).

Il 15 novembre 1863 il re Federico VII morì improvvisamente all'età di 55 anni, dopo sedici anni di regno. Alla morte di Federico VII, Cristiano salì al trono. Fu proclamato re dal balcone del palazzo di Christiansborg dal presidente del Consiglio Carl Christian Hall il 16 novembre 1863 come Cristiano IX.
Cristiano IX e la Danimarca caddero immediatamente in una crisi per il possesso e lo status dei ducati di Schleswig e Holstein. Nel novembre del 1863 il principe danese Federico di Augustenburg rivendicò i due ducati come Federico VIII, duca di Schleswig-Holstein. Federico di Augustenburg (come era comunemente noto) era diventato il simbolo del movimento nazionalista indipendentista tedesco nello Schleswig-Holstein dopo che suo padre (in cambio di denaro) aveva rinunciato alle sue pretese di erede al trono dei ducati di Schleswig e Holstein In considerazione del trattato di Londra dell'8 maggio 1852, che concluse la prima guerra dello Schleswig, e della contemporanea rinuncia di suo padre alle pretese al trono, la pretesa di Federico non fu riconosciuta.

### Seconda guerra dello Schleswig
Sotto pressione, Cristiano siglò una nuova costituzione nel novembre di quell'anno, un trattato che pose lo Schleswig come parte integrante della Danimarca. Questo fatto venne visto dal resto delle monarchie europee ed in particolare tedesche come un tentativo di privare la Germania di un suo territorio per un'annessione aggressiva e questo portò allo scoppio della Seconda guerra dello Schleswig tra Danimarca e Austria alleata con la Prussia nel 1864. Lo scoppio della guerra non fu certo favorevole alla Danimarca e la Prussia riuscì ad annettersi lo Schleswig nel 1865, seguito poco dopo dall'Holstein che però portò a conflitti interni tra Austria e Prussia per il troppo potere che ora la nazione prussiana stava prendendo nella Confederazione Tedesca.

### Lotta costituzionale
La sconfitta del 1864 gettò un'ombra sul governo di Cristiano IX per molti anni. Questa impopolarità è stata aggravata poiché ha cercato senza successo di impedire la diffusione della democrazia in tutta la Danimarca sostenendo il primo ministro autoritario e conservatore Estrup, il cui governo dal 1875 al 1894 è stato da molti visto come una semi-dittatura. Tuttavia, firmò un trattato nel 1874 che consentiva all'Islanda, allora possedimento danese, di avere una propria costituzione, sebbene sotto il dominio danese. Nel 1901 chiese, riluttante, a Johan Henrik Deuntzer di formare un governo e questo portò alla formazione del gabinetto che prese il suo nome. Il gabinetto era composto di membri del partito riformista Venstre e fu il primo governo danese a non comprendere membri del partito conservatore Højre, sebbene questi ultimi avessero di fatto la maggioranza al Folketing (parlamento).
Un'altra riforma si rese necessaria nel 1866, quando la costituzione danese venne rivisitata concedendo maggiori poteri alla camera alta piuttosto che alla camera bassa. Nel 1891 venne introdotto il primo sistema pensionistico e dall'anno successivo anche dei sussidi per i disoccupati e per aiuti famigliari.

## Morte

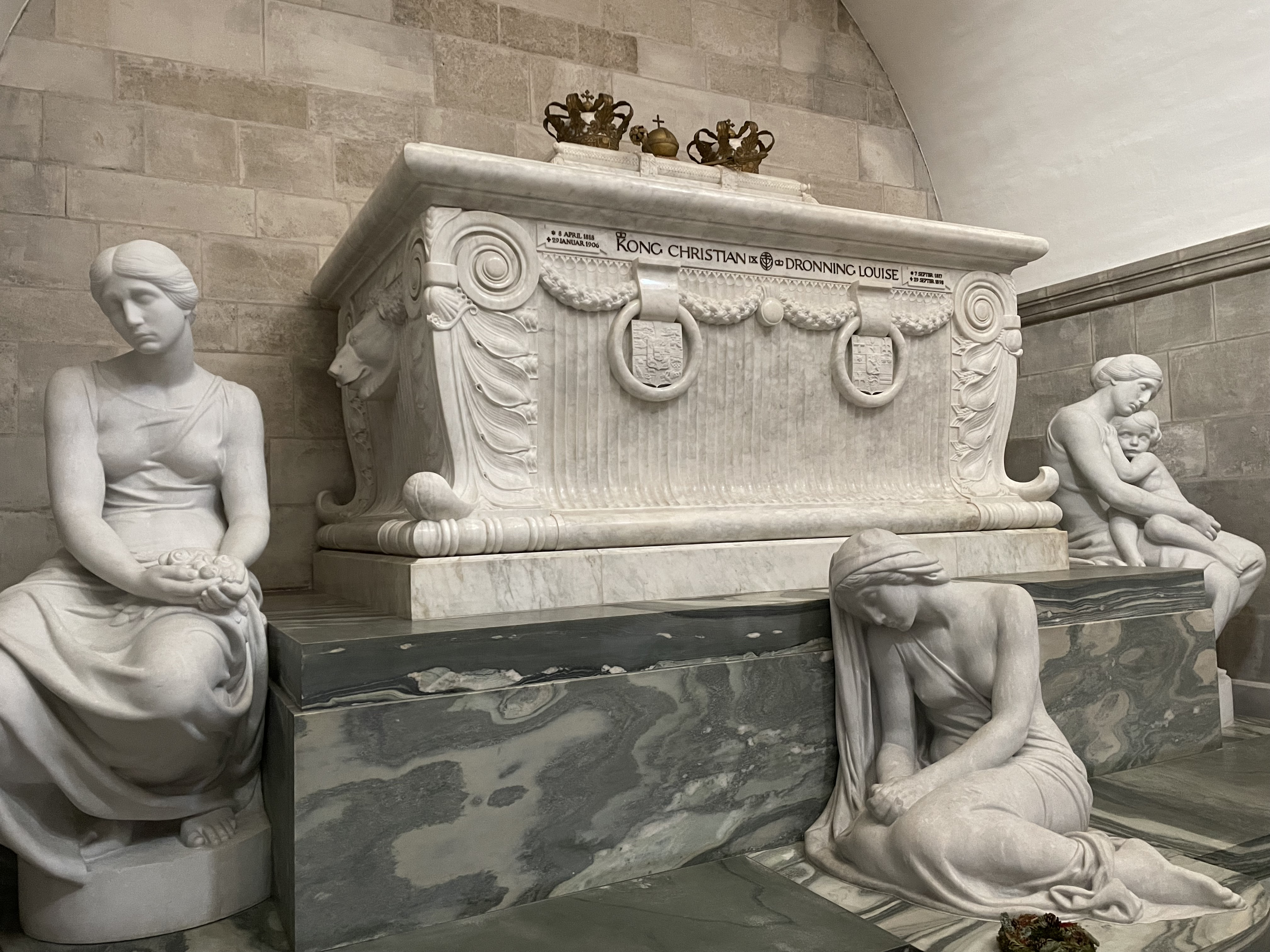
La tomba di Cristiano e di Luisa.

Nonostante la sua iniziale impopolarità e i molti anni di lotte politiche, in cui il re era in conflitto con gran parte della popolazione, la sua popolarità si riprese verso la fine del suo regno e divenne un'icona nazionale per la durata del suo regno e gli elevati standard di moralità personale con cui è stato identificato.
La regina Luisa morì il 29 settembre 1898 al Palazzo Bernstorff, vicino a Copenaghen. Il re Cristiano IX sopravvisse alla moglie di sette anni e morì pacificamente di vecchiaia, all'età di 87 anni, il 29 gennaio 1906 nella sua residenza, il Palazzo di Cristiano IX al Palazzo di Amalienborg. Fu sepolto il 16 febbraio accanto alla moglie nella Cappella di Cristiano IX nella Cattedrale di Roskilde.
Suo successore fu il figlio primogenito Federico VIII.

## Discendenza
Cristiano IX e Luisa d'Assia-Kassel ebbero sei figli:
- Federico, futuro re Federico VIII di Danimarca (3 giugno 1843 - 14 maggio 1912); sposò la principessa Luisa di Svezia ed ebbero figli;
- Alessandra, futura regina consorte di Edoardo VII del Regno Unito (1º dicembre 1844 - 20 novembre 1925); ebbero figli;
- Guglielmo (24 dicembre 1845 - 18 marzo 1913), futuro re Giorgio I di Grecia; sposò Ol'ga Konstantinovna Romanova di Russia ed ebbero figli;
- Dagmar, futura consorte dello zar Alessandro III di Russia (26 novembre 1847 - 13 ottobre 1928); ebbero figli;
- Thyra, futura consorte di Ernesto Augusto di Hannover, terzo duca di Cumberland (29 settembre 1853 - 26 febbraio 1933); ebbero figli;
- Valdemaro (27 ottobre 1858 - 14 gennaio 1939); sposò la principessa Maria d'Orléans (13 gennaio 1865 - 4 dicembre 1909) ed ebbero figli.

### "Suocero d'Europa"

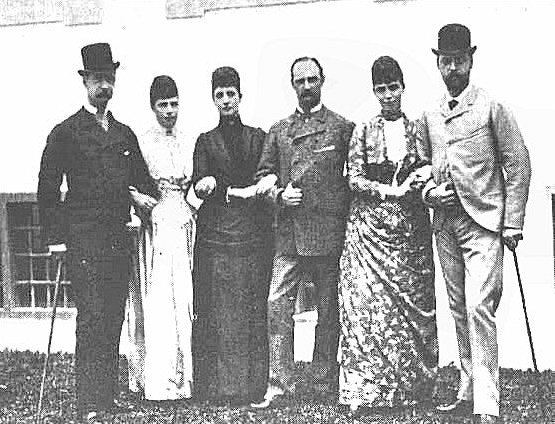
Fotografia del 1882 che ritrae i sei figli di Cristiano e di Luisa, durante il Giubileo d'oro. Da sinistra: Guglielmo, Dagmar, Alessandra, Federico, Thyra e Valdemaro.

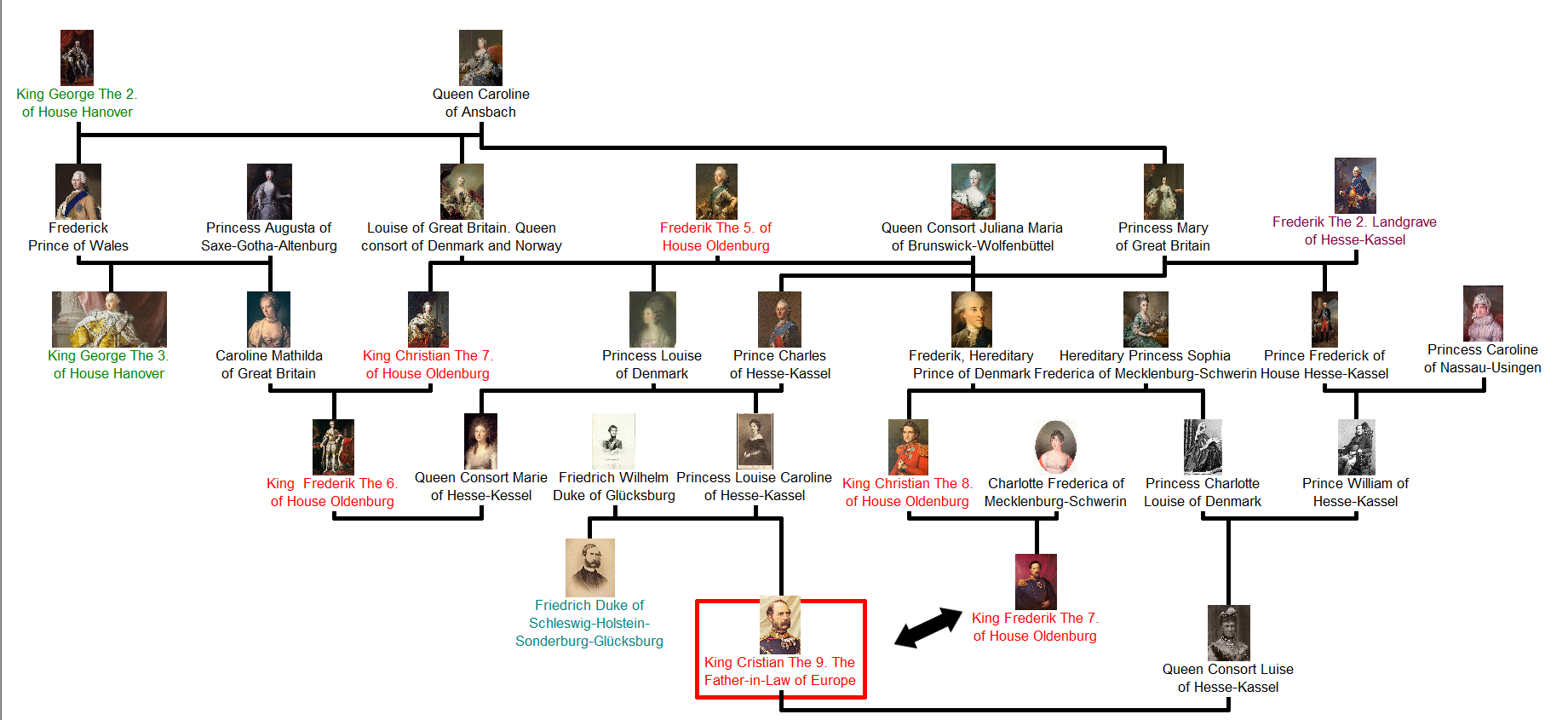
La parentela di Cristiano con re Federico VII di Danimarca.

La definizione di Cristiano IX come suocero d'Europa è dovuta al fatto che egli rappresenta ancora oggi l'antenato comune delle principali casate regnanti d'Europa e questo fu in particolare dovuto agli ottimi matrimoni contratti dai suoi figli. Quattro di questi, infatti, sedettero sui troni (come monarchi o come consorti) di Danimarca, Regno Unito, Russia e Grecia.

Sua figlia Thyra sarebbe divenuta regina di Hanover se il trono di suo marito non fosse stato abolito prima della sua successione al trono. 

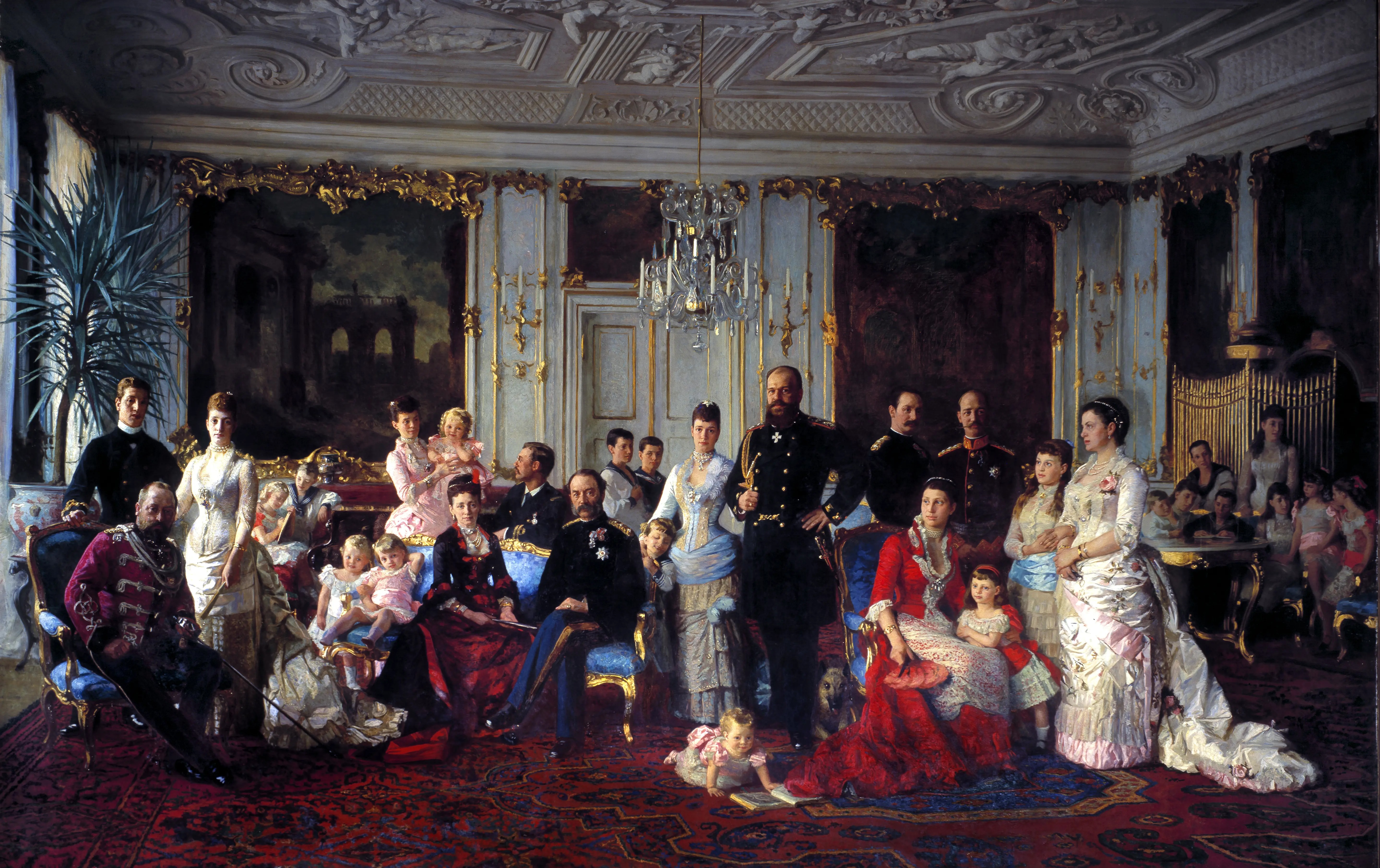
Re Cristiano IX e la sua famiglia nella "Garden Hall" del Palazzo di Fredensborg. Dipinto del 1883 di Laurits Tuxen.

A suo figlio minore, Valdemar, vennero offerte le corone di Bulgaria e Norvegia, ma dovette declinare entrambe le offerte su pressioni internazionali. Il grande successo dinastico dei suoi sei figli era soprattutto dovuto però all'ambizione smisurata della moglie di Cristiano IX, Luisa d'Assia-Kassel. Molti storici hanno comparato le sue capacità politiche a quelle della Regina Vittoria. Uno degli altri fattori che contribuirono a questo successo fu il fatto che la Danimarca non era considerata una grande potenza europea, e molte delle più influenti casate d'Europa non temevano che un'unione con la casata danese avrebbe potuto scombussolare gli equilibri con altre casate europee.

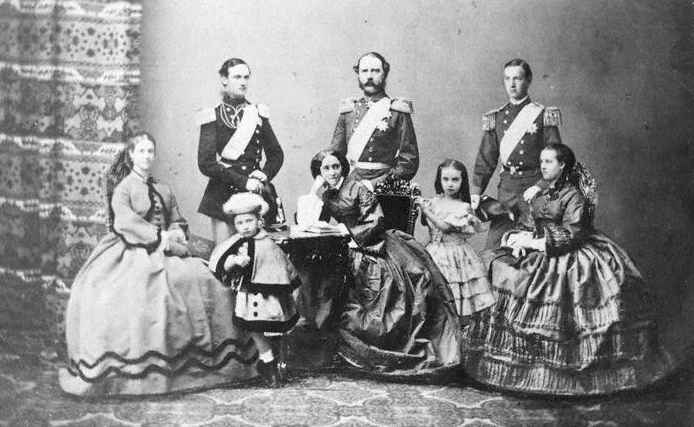
Cristiano IX e la sua famiglia nel 1862. In piedi, da sinistra a destra: Federico, Cristiano, Giorgio. Seduti, da sinistra a destra: Dagmar, Valdemaro, Luisa, Thyra e Alessandra, poi principessa di Galles.

Agli inizi del XXI secolo quasi tutti i regnanti europei sono discendenti di Cristiano IX: ovviamente Margherita II di Danimarca e poi Elisabetta II del Regno Unito, Filippo VI di Spagna, Filippo del Belgio, Harald V di Norvegia ed Enrico di Lussemburgo. Sono sempre suoi discendenti l'ultimo zar, Nicola II di Russia, e gli ex re Michele I di Romania e Costantino II di Grecia.
| Cristiano IX di Danimarca | Federico VIII di Danimarca Re di Danimarca                  | Cristiano X di Danimarca Re di Danimarca          | Federico IX di Danimarca Re di Danimarca               | Margherita II di Danimarca Regina di Danimarca                                   |
| Cristiano IX di Danimarca | Federico VIII di Danimarca Re di Danimarca                  | Cristiano X di Danimarca Re di Danimarca          | Federico IX di Danimarca Re di Danimarca               | Anna Maria di Danimarca Regina consorte dei Greci                                |
| Cristiano IX di Danimarca | Federico VIII di Danimarca Re di Danimarca                  | Ingeborg di Danimarca                             | Astrid di Svezia Regina consorte dei Belgi             | Giuseppina Carlotta del Belgio Granduchessa consorte di Lussemburgo              |
| Cristiano IX di Danimarca | Federico VIII di Danimarca Re di Danimarca                  | Ingeborg di Danimarca                             | Astrid di Svezia Regina consorte dei Belgi             | Baldovino del Belgio Re dei Belgi                                                |
| Cristiano IX di Danimarca | Federico VIII di Danimarca Re di Danimarca                  | Ingeborg di Danimarca                             | Astrid di Svezia Regina consorte dei Belgi             | Alberto II del Belgio Re dei Belgi                                               |
| Cristiano IX di Danimarca | Federico VIII di Danimarca Re di Danimarca                  | Ingeborg di Danimarca                             | Marta di Svezia                                        | Harald V di Norvegia Re di Norvegia                                              |
| Cristiano IX di Danimarca | Federico VIII di Danimarca Re di Danimarca                  | Haakon VII di Norvegia Re di Norvegia             | Olav V di Norvegia Re di Norvegia                      | Harald V di Norvegia Re di Norvegia                                              |
| Cristiano IX di Danimarca | Alessandra di Danimarca Regina consorte del Regno Unito     | Maud del Galles Regina consorte di Norvegia       | Olav V di Norvegia Re di Norvegia                      | Harald V di Norvegia Re di Norvegia                                              |
| Cristiano IX di Danimarca | Alessandra di Danimarca Regina consorte del Regno Unito     | Giorgio V del Regno Unito Re del Regno Unito      | Edoardo VIII del Regno Unito Re del Regno Unito        |                                                                                  |
| Cristiano IX di Danimarca | Alessandra di Danimarca Regina consorte del Regno Unito     | Giorgio V del Regno Unito Re del Regno Unito      | Giorgio VI del Regno Unito Re del Regno Unito          | Elisabetta II del Regno Unito Regina del Regno Unito                             |
| Cristiano IX di Danimarca | Giorgio I di Grecia Re dei Greci                            | Andrea di Grecia                                  | Filippo di Edimburgo Principe consorte del Regno Unito |                                                                                  |
| Cristiano IX di Danimarca | Giorgio I di Grecia Re dei Greci                            | Costantino I di Grecia Re dei Greci               | Giorgio II di Grecia Re dei Greci                      |                                                                                  |
| Cristiano IX di Danimarca | Giorgio I di Grecia Re dei Greci                            | Costantino I di Grecia Re dei Greci               | Alessandro di Grecia Re dei Greci                      | Alessandra di Grecia Regina consorte di Jugoslavia                               |
| Cristiano IX di Danimarca | Giorgio I di Grecia Re dei Greci                            | Costantino I di Grecia Re dei Greci               | Elena di Grecia                                        | Michele I di Romania Re di Romania                                               |
| Cristiano IX di Danimarca | Giorgio I di Grecia Re dei Greci                            | Costantino I di Grecia Re dei Greci               | Paolo di Grecia Re dei Greci                           | Sofia di Grecia Regina consorte di Spagna e Costantino II di Grecia Re dei Greci |
| Cristiano IX di Danimarca | Thyra di Danimarca                                          | Ernesto Augusto di Hannover                       | Federica di Hannover Regina consorte dei Greci         | Sofia di Grecia Regina consorte di Spagna e Costantino II di Grecia Re dei Greci |
| Cristiano IX di Danimarca | Dagmar di Danimarca Imperatrice consorte di tutte le Russie | Nicola II di Russia Imperatore di tutte le Russie |                                                        |                                                                                  |

## Ascendenza
|                                                                |                            |                                       | Genitori                                               |  |  | Nonni |  |  | Bisnonni                                            |  |  | Trisnonni                                            |  |
|                                                                |                            |                                       |                                                        |  |  |       |  |  | Carlo Antonio di Schleswig-Holstein-Sonderburg-Beck |  |  | Pietro Augusto di Schleswig-Holstein-Sonderburg-Beck |  |
|                                                                |                            |                                       |                                                        |  |  |       |  |  | Carlo Antonio di Schleswig-Holstein-Sonderburg-Beck |  |  | Pietro Augusto di Schleswig-Holstein-Sonderburg-Beck |  |
|                                                                |                            | Sofia d'Assia-Philippsthal            |                                                        |  |  |       |  |  | Carlo Antonio di Schleswig-Holstein-Sonderburg-Beck |  |  |                                                      |  |
| Federico Carlo di Schleswig-Holstein-Sonderburg-Beck           |                            |                                       |                                                        |  |  |       |  |  | Carlo Antonio di Schleswig-Holstein-Sonderburg-Beck |  |  |                                                      |  |
|                                                                |                            | Carlotta di Dohna-Leistenau           | Alberto Cristoforo di Dona-Listenau                    |  |  |       |  |  |                                                     |  |  |                                                      |  |
|                                                                |                            | Carlotta di Dohna-Leistenau           | Alberto Cristoforo di Dona-Listenau                    |  |  |       |  |  |                                                     |  |  |                                                      |  |
|                                                                |                            | Carlotta di Dohna-Leistenau           | Sofia Enrichetta di Schleswig-Holstein-Sonderburg-Beck |  |  |       |  |  |                                                     |  |  |                                                      |  |
| Federico Guglielmo di Schleswig-Holstein-Sonderburg-Glücksburg |                            | Carlotta di Dohna-Leistenau           |                                                        |  |  |       |  |  |                                                     |  |  |                                                      |  |
|                                                                |                            | Carlo Leopoldo di Schlieben           | Giorgio Adamo III di Schlieben                         |  |  |       |  |  |                                                     |  |  |                                                      |  |
|                                                                |                            | Carlo Leopoldo di Schlieben           | Giorgio Adamo III di Schlieben                         |  |  |       |  |  |                                                     |  |  |                                                      |  |
|                                                                |                            | Carlo Leopoldo di Schlieben           | Caterina Dorotea Finck von Finckenstein-Schönberg      |  |  |       |  |  |                                                     |  |  |                                                      |  |
| Federica di Schlieben                                          |                            | Carlo Leopoldo di Schlieben           |                                                        |  |  |       |  |  |                                                     |  |  |                                                      |  |
|                                                                |                            | Maria Eleonora di Lehndorff           | Ernesto Ahasver di Lehndorf                            |  |  |       |  |  |                                                     |  |  |                                                      |  |
|                                                                |                            | Maria Eleonora di Lehndorff           | Ernesto Ahasver di Lehndorf                            |  |  |       |  |  |                                                     |  |  |                                                      |  |
|                                                                |                            | Maria Eleonora di Lehndorff           | Maria Luisa di Wallenrodt                              |  |  |       |  |  |                                                     |  |  |                                                      |  |
| Cristiano IX di Danimarca                                      |                            | Maria Eleonora di Lehndorff           |                                                        |  |  |       |  |  |                                                     |  |  |                                                      |  |
|                                                                | Federico II d'Assia-Kassel | Guglielmo VIII d'Assia-Kassel         |                                                        |  |  |       |  |  |                                                     |  |  |                                                      |  |
|                                                                | Federico II d'Assia-Kassel | Guglielmo VIII d'Assia-Kassel         |                                                        |  |  |       |  |  |                                                     |  |  |                                                      |  |
|                                                                | Federico II d'Assia-Kassel | Dorotea Guglielmina di Sassonia-Zeitz |                                                        |  |  |       |  |  |                                                     |  |  |                                                      |  |
| Carlo d'Assia-Kassel                                           | Federico II d'Assia-Kassel |                                       |                                                        |  |  |       |  |  |                                                     |  |  |                                                      |  |
|                                                                |                            | Maria di Hannover (1723-1772)         | Giorgio II di Gran Bretagna                            |  |  |       |  |  |                                                     |  |  |                                                      |  |
|                                                                |                            | Maria di Hannover (1723-1772)         | Giorgio II di Gran Bretagna                            |  |  |       |  |  |                                                     |  |  |                                                      |  |
|                                                                |                            | Maria di Hannover (1723-1772)         | Carolina di Brandeburgo-Ansbach                        |  |  |       |  |  |                                                     |  |  |                                                      |  |
| Luisa Carolina d'Assia-Kassel                                  |                            | Maria di Hannover (1723-1772)         |                                                        |  |  |       |  |  |                                                     |  |  |                                                      |  |
|                                                                |                            | Federico V di Danimarca               | Cristiano VI di Danimarca                              |  |  |       |  |  |                                                     |  |  |                                                      |  |
|                                                                |                            | Federico V di Danimarca               | Cristiano VI di Danimarca                              |  |  |       |  |  |                                                     |  |  |                                                      |  |
|                                                                |                            | Federico V di Danimarca               | Sofia Maddalena di Brandeburgo-Kulmbach                |  |  |       |  |  |                                                     |  |  |                                                      |  |
| Luisa di Danimarca                                             |                            | Federico V di Danimarca               |                                                        |  |  |       |  |  |                                                     |  |  |                                                      |  |
|                                                                |                            | Luisa di Hannover                     | Giorgio II di Gran Bretagna                            |  |  |       |  |  |                                                     |  |  |                                                      |  |
|                                                                |                            | Luisa di Hannover                     | Giorgio II di Gran Bretagna                            |  |  |       |  |  |                                                     |  |  |                                                      |  |
|                                                                |                            | Luisa di Hannover                     | Carolina di Brandeburgo-Ansbach                        |  |  |       |  |  |                                                     |  |  |                                                      |  |
|                                                                |                            | Luisa di Hannover                     |                                                        |  |  |       |  |  |                                                     |  |  |                                                      |  |

### Ascendenza patrilineare
1. Elimar I, conte di Oldenburg, *1040 †1112
2. Elimar II, conte di Oldenburg, *1070 †1142
3. Cristiano I, conte di Oldenburg, *1123 †1167
4. Maurizio I, conte di Oldenburg, *1150 †1209
5. Cristiano II, conte di Oldenburg, *1175 †1233
6. Giovanni I, conte di Oldenburg, *1204 †1270
7. Cristiano III, conte di Oldenburg,*1231 †1285
8. Giovanni II, conte di Oldenburg, *1270 †1316
9. Corrado I, conte di Oldenburg, *1302 †1347
10. Cristiano V, conte di Oldenburg, *1342 †1399
11. Dietrich, conte di Oldenburg, *1390 †1440
12. Cristiano I, re di Danimarca, Norvegia e Svezia, *1426 †1481
13. Federico I, re di Danimarca e Norvegia, *1471 †1533
14. Cristiano III, re di Danimarca e Norvegia, *1503 †1559
15. Giovanni, duca di Schleswig-Holstein-Sonderburg, *1545 †1622
16. Alessandro, duca di Schleswig-Holstein-Sonderburg, *1573 †1627
17. Augusto Filippo, duca di Schleswig-Holstein-Sonderburg-Beck, *1612 †1675
18. Federico Luigi, duca di Schleswig-Holstein-Sonderburg-Beck, *1653 †1728
19. Pietro Augusto, duca di Schleswig-Holstein-Sonderburg-Beck, *1697 †1775
20. Carlo Antonio Augusto, duca di Schleswig-Holstein-Sonderburg-Beck, *1727 †1759
21. Federico Carlo Ludovico, duca di Schleswig-Holstein-Sonderburg-Beck, *1757 †1816
22. Federico Guglielmo, duca di Schleswig-Holstein-Sonderburg-Glücksburg, *1785 †1831
23. Cristiano IX, re di Danimarca, *1818 †1906

### Onorificenze straniere

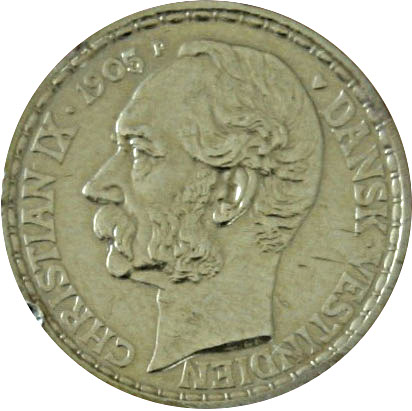
Cristiano IX su una moneta d'oro da 20 franchi delle Indie occidentali danesi, 1905.